# Koene Dirk Parmentier
Koene Dirk Parmentier (Amsterdam, 27 september 1904 - Tarbolton (Schotland), 21 oktober 1948) was een piloot van de Koninklijke Luchtvaart Maatschappij (KLM).

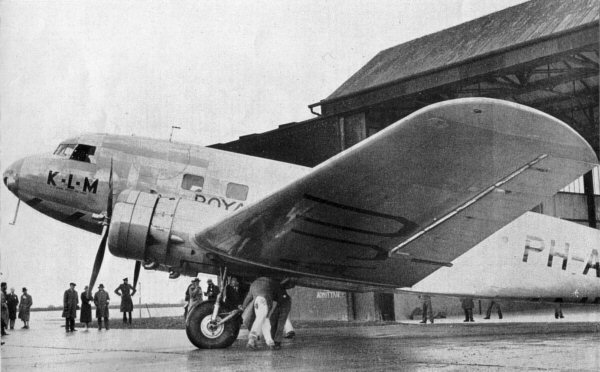
De KLM DC-2 Uiver (PH-AJU) op Schiphol in 1934, met dit toestel vloog Parmentier de Londen-Melbourne race

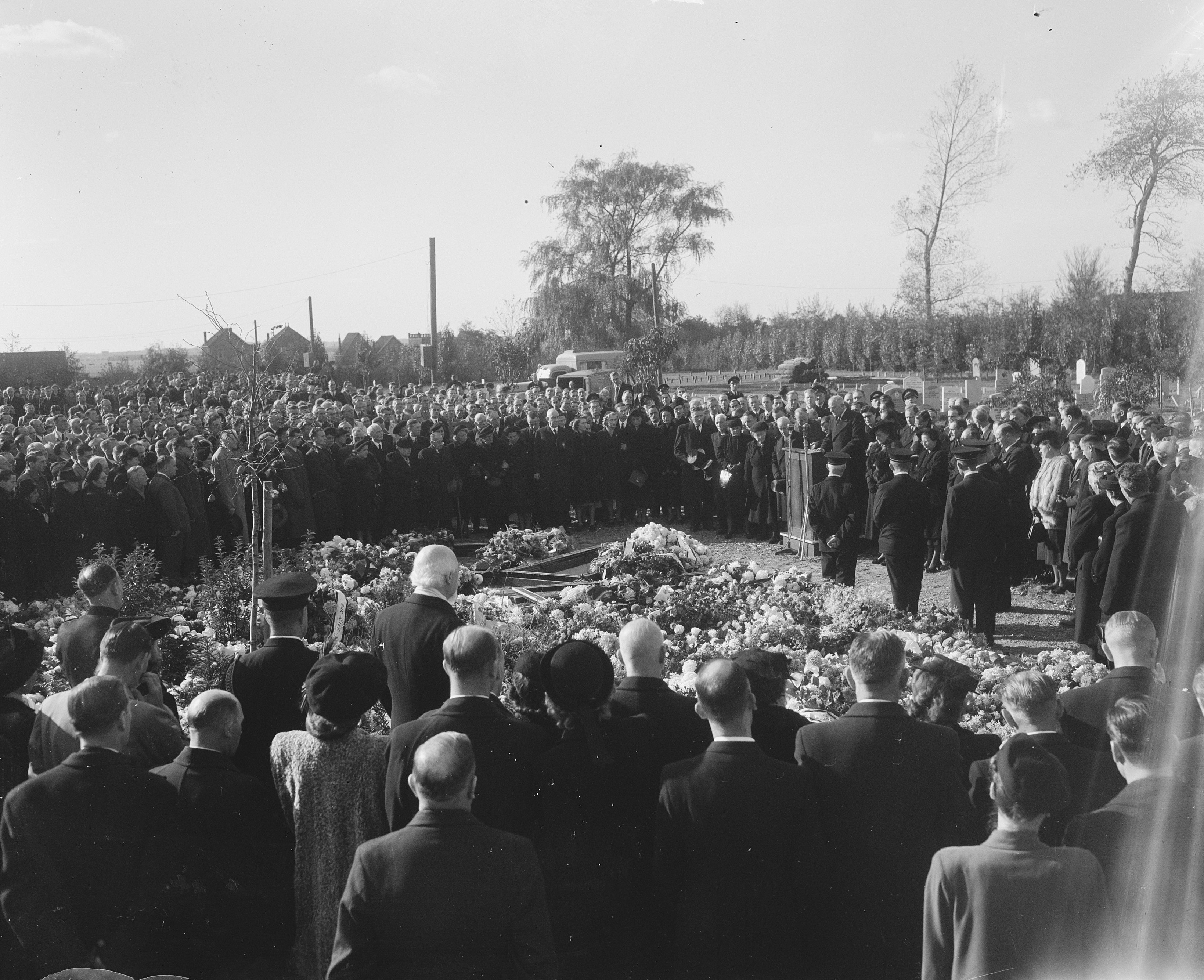
De begrafenis van Parmentier

Parmentier werkte van 1920 tot 1924 bij Fokker. Tijdens zijn militaire dienst haalde hij in 1927 zijn vliegbrevet, waarna hij in 1929 in dienst trad bij de KLM.
In 1934 vloog Parmentier als gezagvoerder van de Douglas DC-2 met registratienummer "PH-AJU", de Uiver, in de Londen - Melbourne race van Engeland naar Australië. De Uiver was het eerste vliegtuig van de KLM dat volledig uit metaal bestond. Met het enige 'grote' passagierstoestel dat aan de bijna 20.000 kilometer lange luchtrace meedeed, behaalde Parmentier met zijn bemanning een eervolle tweede plaats.
Na het uitbreken van de Tweede Wereldoorlog week Parmentier op 13 mei 1940 met de DC-3 Zilverreiger (PH-ARZ) uit naar Engeland. Daar gaf hij leiding aan de KLM-bemanningen die met een aantal DC-3's en één DC-2 naar Engeland uitgeweken waren en door BOAC ingezet werden op de lijndienst Bristol-Lissabon.
Op 19 april 1943 werd de DC-3 Ibis (PH-ALI), met gezagvoerder Parmentier, op weg van Lissabon naar Bristol door zes jagers van de Luftwaffe beschoten. Parmentier en zijn bemanning wisten te ontkomen, het lukte hen om het beschadigde vliegtuig met ongedeerde passagiers in Engeland aan de grond te zetten.
Voor zijn verdiensten tijdens de oorlog kreeg Parmentier verschillende militaire onderscheidingen uitgereikt, waaronder de benoeming op 18 maart 1943 tot Officier in de Orde van het Britse Rijk (OBE) voor zijn inzet en leiding geven aan de 'KLM sectie' binnen BOAC onder zeer moeilijke omstandigheden en het Vliegerkruis (24 juni 1943) vanwege zijn optreden tijdens de aanval op 19 april 1943.
Na de oorlog werd hij bij KLM eerst chef vliegdienst en korte tijd later hoofd vliegbedrijf.
In de nacht van 20 op 21 oktober 1948 verongelukte Parmentier met de Lockheed Constellation Nijmegen (PH-TEN) bij het vliegveld Prestwick in Schotland, toen het toestel tijdens slecht weer een hoogspanningskabel raakte en daarna neerstortte.
Parmentier ligt begraven op de begraafplaats Rhijnhof in Leiden.
In de televisieserie Vliegende Hollanders (2020) wordt hij ook genoemd.
De Noord-Brabantse rozenkweker Jacobus Verschuren vernoemde eind jaren dertig een roos naar Parmentier, Aviator Parmentier, waaraan in 1941 octrooi werd verleend voor de Amerikaanse markt.